# Звиргздене
Зви́ргздене (латыш. Zvirgzdene) — населённый пункт в Циблском крае Латвии. Административный центр Звиргзденской волости. Находится на берегу озера Звиргздинес. Расстояние до города Лудза составляет около 5 км.
По данным на 2017 год, в населённом пункте проживал 61 человек. Есть волостная администрация, народный дом, почта, эстрада на открытом воздухе. 

## История
Ранее в селе располагалось поместье Звиргздене (Звирдзин).
В советское время населённый пункт был центром Звиргзденского сельсовета Лудзенского района.